# Інститут рослинництва імені В. Я. Юр'єва НААН України
Інститут рослинництва ім. В. Я. Юр'єва НААН — науково-дослідний інститут, розташований у Харкові.

## Загальні відомості
Історію бере 1908 року від Харківської сільськогосподарської станції, якою до 1913 року керував Петро Будрін. 1909 року на станції почав працювати Василь Юр'єв.
1913 року станція як самостійний відділ входить до складу сучасної Харківської обласної сільськогосподарської дослідної станції, відділ очолив Василь Юр'єв. Того ж року станцію й відділ рільництва очолює Борис Рожественський.
Організовуються відділи ентомології, метеорології, садівництва, тваринництва, фітопатології. 1914-го організовується перше експедиційне дослідження, було зібрано близько 9 тисяч зразків зернових культур. 1917 року створюється відділ агрохімії. Протягом 1920—1923 років створюються перші сорти Харківської селекції.
1929 року станція реорганізовується в Український науково-дослідний інститут зернового господарства, установу очолює Абрам Самойлович Етінген. У 1932—1933 роках Інститут зернового господарства перебував у місті Дніпропетровськ (нині Дніпро).
У квітні 1933 року на базі відділу селекції Інституту зернового господарства створюється самостійна установа — Харківська селекційна станція Спілки насінників Наркомзему СРСР, котру очолив Василь Іванович Солодовник.
У жовтні 1934-го станцію реорганізовано — у Харківську обласну станцію бурякового рільництва, з відділом селекції.
У 1937 році на базі обласної станції бурякового рільництва створено Харківську державну селекційну станцію Головного сортового управління, Народний комісаріат землеробства СРСР.
Протягом 1938—1939 років установою керував Федір Іванович Бурденюк, у 1939-1944-х — Семен Іванович Олейніков. 1940 року колективом авторів станції видано перше видання підручника «Загальна селекція й насінництво».
З початком нацистсько-радянської війни у вересні 1941-го діяльність станції припинено, її евакуйовано на Камишинську селекційну станцію, а в серпні 1942 року — на Челябінську державну селекційну станцію. У серпні 1943 року станція повертається з евакуації до Харкова, 1944-го її очолює Василь Якович Юр'єв.
У березні 1946-го Харківська державна селекційна станція переходить у відомство Міністерства сільського господарства СРСР, перейменована у Харківську державну селекційну станцію Головного сортового управління Міністерства землеробства СРСР. З 1 липня 1946 року розпочата фактична діяльність Інституту генетики й селекції АН УРСР.
1956 року на базі інституту генетики й селекції та Харківської державної селекційної станції створюється Український науково-дослідний інститут рослинництва, селекції й генетики Міністерства сільського господарства УРСР. 1959 року НДІ нагороджено Орденом Леніна.
З 1962 року після смерти Василя Юр'єва інститут очолив доктор біологічних наук Ілля Михайлович Поляков.
Протягом 1970—1992 років Інститут рослинництва, селекції й генетики ім. В. Я. Юр'єва входив до складу Південного відділення Всесоюзної академії сільськогосподарських наук, у 1973—1991 роках його очолював Борис Петрович Гур'єв.
З 1991 по 1992 рік інститутом керував Анатолій Шевченко. Від 1992 року Інститут рослинництва імені В. Я. Юр'єва входить до системи Української академії аграрних наук.
Протягом 1992—2000 років інститутом керував кандидат сільськогосподарських наук Леонід Вікторович Бондаренко. У 1992—1995 роках було сформовано систему генетичних ресурсів рослин України — на чолі зі створеним в інституті рослинництва Національним Центром генетичних ресурсів рослин України.
Протягом 2000—2012 років науковим закладом керував Віктор Васильович Кириченко.
2000 року створюється на базі закладу Центр наукового забезпечення агропромислового виробництва в Харківській області. 2002 року трудовий колектив нагороджений Почесною грамотою кабінету міністрів України.
2012-го Інститут рослинництва ім. В. Я. Юр'єва стає головною установою Лівобережно-Лісостепового науково-інноваційного центру Національної академії аграрних наук. У 2012—2014 роках науковий заклад очолював доктор сільськогосподарських наук Сергій Іванович Попов.
З 2014 до 2020 року закладом керує доктор сільськогосподарських наук, професор, академік, заслужений діяч науки й техніки України — Віктор Кириченко.

### Російсько-українська війна
Під час повномасштабної російської військової агресії проти України в 2022 році, внаслідок російських обстрілів, генетичний банк рослин (Національний центр генетичних ресурсів рослин) був частково пошкоджений. За словами доктора сільськогосподарських наук, провідного наукового співробітника інституту рослинництва ім. Юр'єва Сергія Авраменка, втрачені десятки тисяч зразків, у тому числі сорти, яким сотні років. Як наслідок ЄС та ФАО надали фінансову підтримку на розробку та впровадження плану довгострокового збереження та безпечного відтворення генетичних ресурсів, зокрема й майбутнє зберігання зразків насіння з України у Всесвітньому сховищі насіння в Шпіцбергені.

## Підрозділи
- Устимівська дослідна станція рослинництва, Полтавська область, Глобинський район
- ДП «ДГ „Елітне“», Харківська область, Харківський район, село Елітне
- ДП «ДГ „Пантелеймонівське“ IP HAAH України», Харківська область, Великобурлуцький район, село Червона Хвиля
- ДП "ДГ «Аграрне», Харківська область, Балаклійський район, село Веселе